# Kragmusseron
Kragmusseron (Tricholoma robustum) är en svampart som först beskrevs av Alb. & Schwein., och fick sitt nu gällande namn av Ricken 1915. Kragmusseron ingår i släktet musseroner och familjen Tricholomataceae.  Arten är reproducerande i Sverige. Inga underarter finns listade i Catalogue of Life.